# 임백천의 라디오 7080
임백천의 라디오 7080은 KBS 해피FM에서 2011년 1월 1일부터 2018년 9월 30일까지 7년간 임백천의 진행으로 방송했던 라디오 프로그램이다. 이 프로그램은 수도권에서만 방송되며, 일부지역에서는 KBS 쿨FM에서 전국으로 송출되는 이수지의 가요광장이 방송됐다.

## 역대 방송시간
| 방송 채널  | 방송 기간                         | 방송 시간                 |
| ---------- | --------------------------------- | ------------------------- |
| KBS 해피FM | 2011년 1월 1일 ~ 2017년 2월 19일  | 매일 낮 12:15 ~ 오후 2:00 |
| KBS 해피FM | 2017년 2월 20일 ~ 2018년 9월 30일 | 매일 낮 12:10 ~ 오후 2:00 |